# Al-Eizariya
Al-Eizariya nebo Al-Azariya (arabsky العيزرية‎, řecky Βηθανία (Bethanía), latinsky Augusta Victoria, česky Betánie) je palestinské město na západním břehu řeky Jordánu v jeruzalémském governorátu. Jméno al-Eizariya odkazuje na novozákonní postavu Eleazara, čili Lazara z Betánie, kterého podle Janova evangelia v jeho hrobě vzkřísil Ježíš Kristus. Lazarova hrobka je poutním místem křesťanů, památným místem muslimů a jméno Lazar užívají často i Židé.
Město leží na jihovýchodním svahu Olivové hory, asi 3,2 km od Jeruzaléma v nadmořské výšce kolem 560 metrů při jezeře, sdruženo s městem Al Ka'aba. Je to druhé největší palestinské město v Jeruzalémském governorátu, roku 2017 v něm žilo 17 606 obyvatel, převážně arabského etnika muslimského vyznání. Je ovládáno izraelskou armádou více než palestinskou samosprávou.

## Dějiny
Starověk

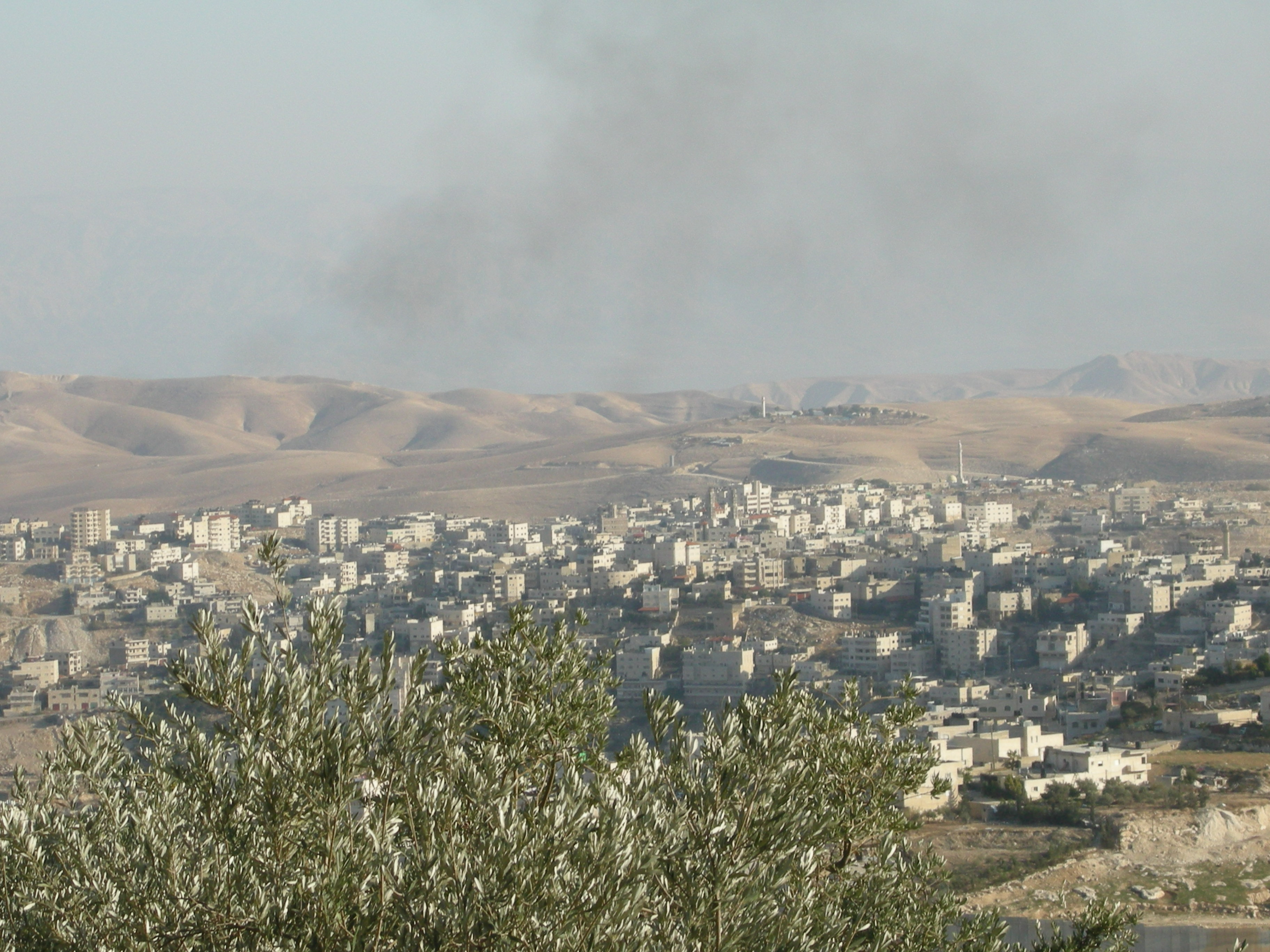
Panoráma současného města

Podle archeologických nálezů bylo místo obýváno nepřetržitě od 6. století před naším letopočtem. V Novém zákoně je Betánie zaznamenána jako domov sourozenců Marie, Marty a Lazara, stejně jako dům Šimona Malomocného. Uvádí se, že se tam Ježíš ubytoval po svém vstupu do Jeruzaléma. Je možné, že před Nanebevstoupením odcházel od svých učedníků právě z Betánie. Na tuto vesnici se v bibli odkazuje pětkrát: při vzkříšení Lazara, Kristův vjezd do Jeruzaléma na Květnou neděli začíná poblíž Betánie, Večeře v domě Šimona Malomocného, a den před Nanebevstoupením.
Středověk
Křižáci sem dorazili během první křížové výpravy roku 1099 a nazývali al-Eizariyu biblickým jménem Betánie. V roce 1138 jeruzalémský král Fulko z Anjou a královna Melisenda Jeruzalémská zakoupili od latinského patriarchy Jeruzaléma vesnici výměnou za pozemky poblíž Hebronu. Královna založila ženský klášter a její sestra Ioveta se stala jeho abatyší. Melisenda tam zemřela v roce 1163; její nevlastní dcera Sibyla z Anjou tam zemřela v roce 1165. její vnučka Sibyla, pozdější jeruzalémská královna, byla v opatství vychována. Po pádu Jeruzaléma v roce 1187 uprchly řeholnice do exilu. Vesnice byla pravděpodobně opuštěna, ale již roku 1347 se jeden návštěvník zmínil o řeckých pravoslavných mniších navštěvujících kapli Lazarova hrobu. Arabský geograf a historik Yaqut al-Hamawi ar-Rumi († 1229) popsal vesnici nedaleko Jeruzaléma s hrobem Al Azara (Lazara). V 80. letech 14. století Felix Fabri vesnici navštívil a popsal v ní různá místa, včetně „domu a skladu“ Marie Magdalény, domu Marty, kostela Lazarova hrobu a domu Šimona Malomocného. Vesnici našel „dobře osídlenou Saracény“. 
Osmanská říše
V roce 1517 se vesnice se zbytkem Palestiny dostala pod vládu Osmanské říše pod názvem „Ayzariyya“. Sestávala z 67 muslimských domácností, které platily daně z pšenice, ječmene, vinic a ovocných stromů, příležitostně z koz a včelích úlů. Osmanští Turci postavili mešitu Al-Uzair, pojmenovanou na počest Lazara. Po 100 letech od výstavby pozvali k bohoslužbám křesťany, ale evropské církevní autority trvaly na jejich oddělení. V roce 1883 vesnici stále ještě dominovaly ruiny křižáckých budov. Mešita s bílou kopulí byla postavena nad Lazarovou hrobkou. Druhá malá mešita šejka Ahmeda stála jižně od vesnice. Kolem roku 1890 začal Khalil Aburish, jehož předkové byli oficiálně označeni jako „strážci svatého místa odpočinku Lazara“, propagovat město jako turistické a poutní místo. Při sčítání lidu roku 1922 vesnice měla 506 muslimů a 9 křesťanů, z toho 2 ortodoxní a 7 římských katolíků. Roku 1945 zde žilo 1 060 obyvatel, z nich jen 20 křesťanů.
od roku 1967 dosud
Od šestidenní války v roce 1967 je Al-Eizariya okupována Izraelem a země na východ od vesnice byly prohlášeny za uzavřenou vojenskou zónu, což izolovalo farmáře od jejich polí na vrcholcích kopců.
V současnosti se město vyznačuje populační explozí palestinského obyvatelstva a nedostatkem územního plánování. Velká část zemědělské půdy, na které se pěstovaly fíky, mandle, olivy a obilí, byla zabavena nebo vykácena izraelskými úřady nebo byla absorbována do zastavěné oblasti Al-Eizariya. Izrael zabavil půdu za účelem vybudování dvou izraelských osad. V roce 2004 byla postavena betonová bariéra na hlavní silnici západního břehu, což omezilo nejen obchod, ale i turistické cesty, protože autobusy nemohou zajíždět do centra města.

## Archeologie a hlavní památky

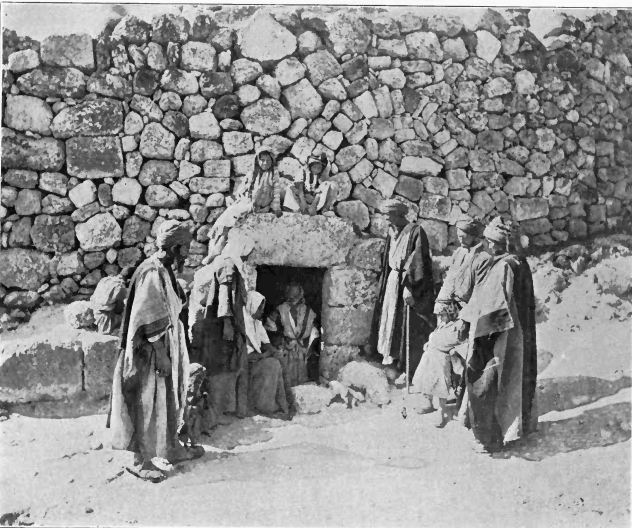
Vstup do Lazarovy hrobky v roce 1906

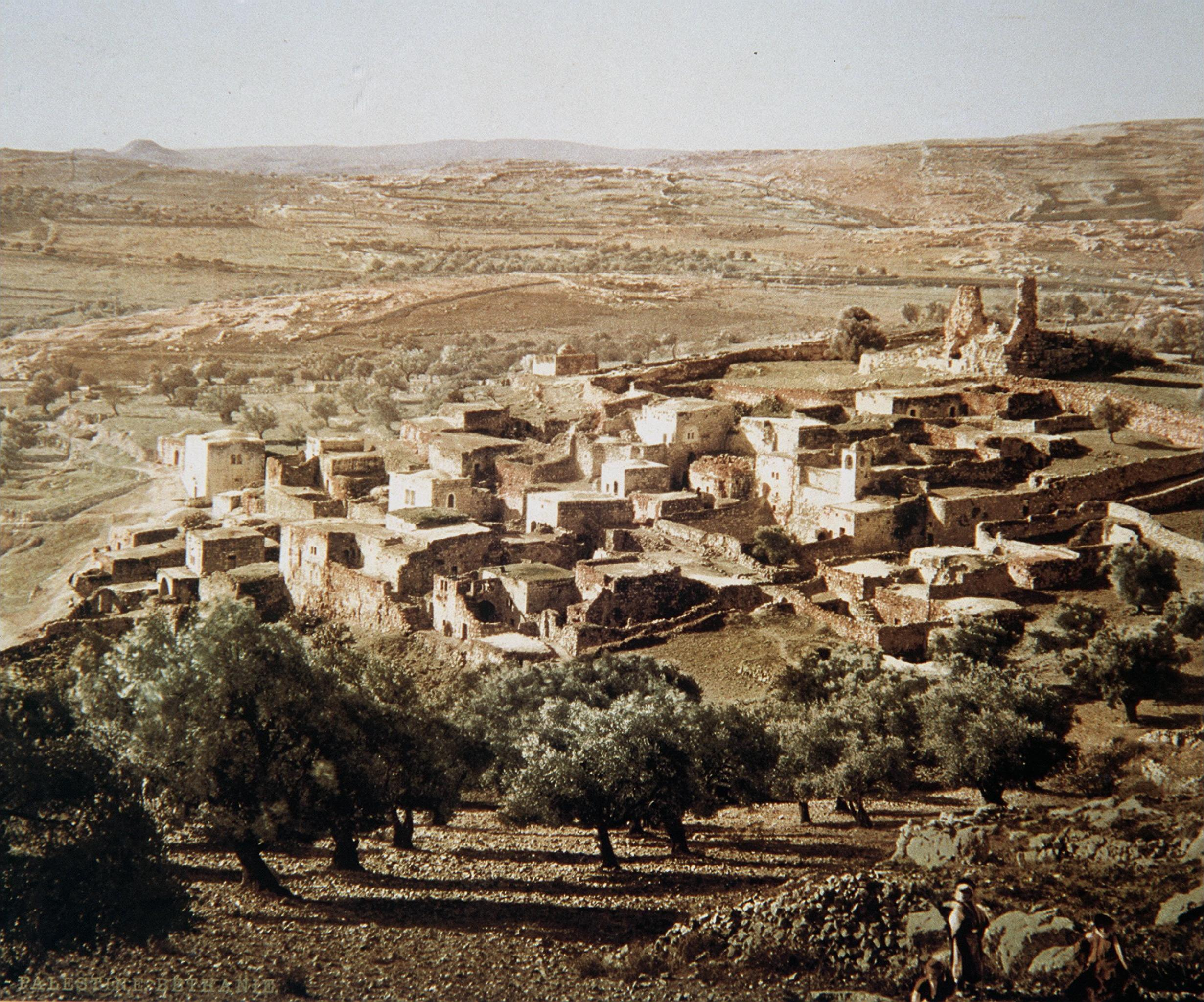
centrum města kolem roku 1890 na kolorované fotografii Felixe Bonfilse

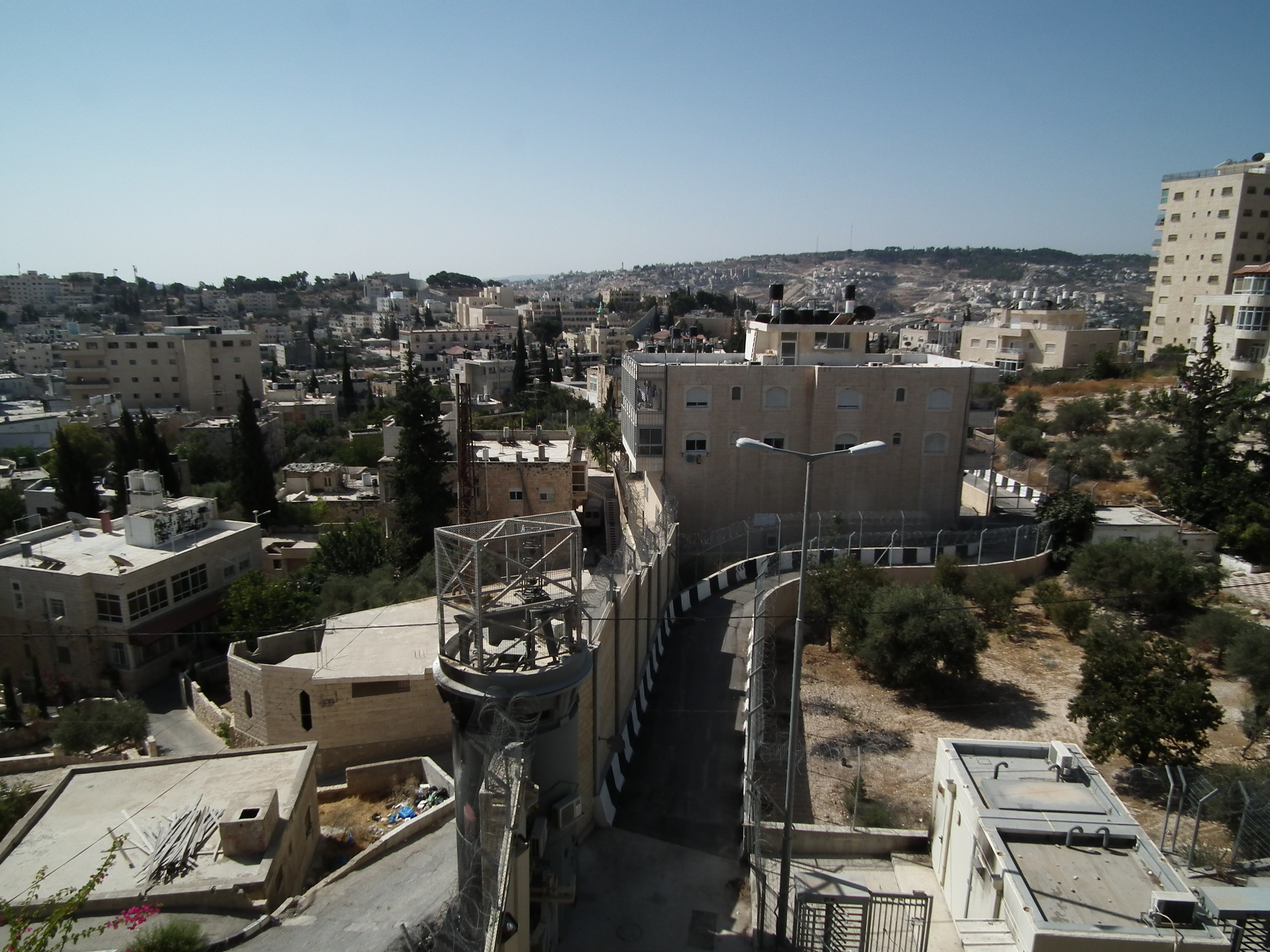
Zeď vojenské bariéry z roku 2004

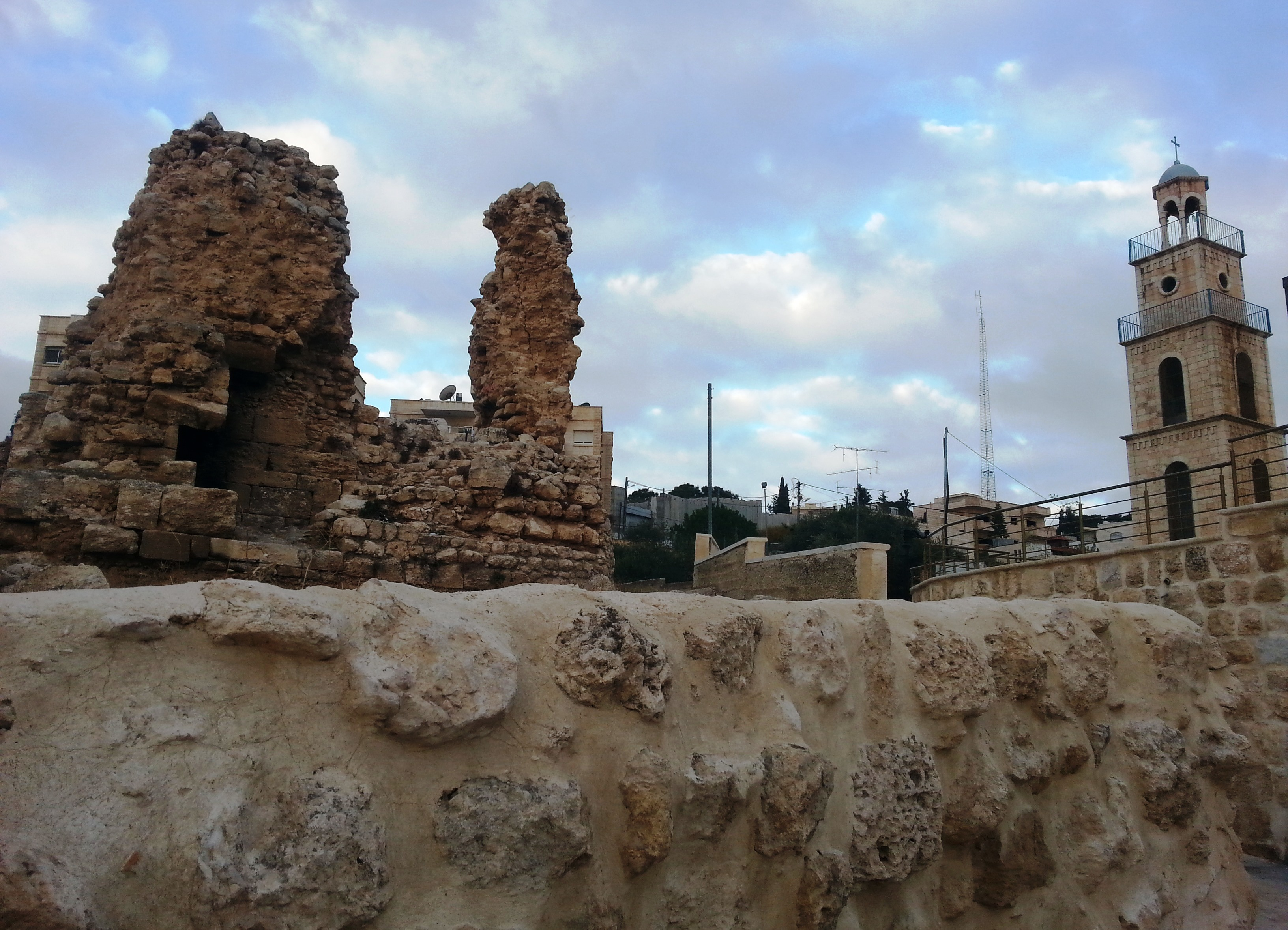
Současná situace zbytků zdiva raně středověkého kostela sv. Lazara a věž řeckokatolického chrámu z roku 1965

- Lazarův hrob – je tradičním poutním cílem, údajným místem zázraku vzkříšení podle Janova evangelia. Místo, posvátné pro křesťany i muslimy, bylo identifikováno jako hrobka přinejmenším od 3. století[2]. Katolická encyklopedie z roku 1913 povgažuje za jisté, že současná vesnice vznikla z tradice lokality Lazarovy jeskynní hrobky[3]. Historik Eusebios z Kaisareie (asi 330) i Itinerář poutníka z Bordeaux z roku 333 zmiňují jen Lazarovu hrobku. Archeologické vykopávky z let 1949 až 1953, které pro františkány ve Svaté zemi prováděl pater Sylvester J. Saller, odhalily východně od Lazarovy hrobky fragmenty čtyř na sebe navazujících kostelů, datované do 4. nebo 5. století.[4] Při následujících výzkumech byly objeveny skalní hrobky a zbytky domů, vinné lisy, cisterny a obilná sila. Nálezy keramiky byly datovány do perského a helénského období. První písemná zmínka o byzantském kostele je z konce 4. století: v roce 390 svatý Jeroným psal o kostele zasvěceném svatému Lazarovi, který se nazývá Lazarium, stejně tak poutník Egeria v roce 410. V dnešní zahradě blízko hrobky se dochovaly zbytky mozaikové dlažby z podlahy kostela ze 4. století. V roce 1143 koupili pozemky jeruzalémský král Fulko a královna Melisenda. Po pádu Jeruzaléma přetrvala jen hrobka s valenou klenbou. Do roku 1384 byla na místě postavena jednoduchá mešita. V 16. století postavili Osmanští Turci větší mešitu al-Uzair, která sloužila muslimským obyvatelům města, pojmenovali ji Lazara z Betánie. Od 16. století je místo nad hrobkou z jižní strany obsazeno mešitou al-Uzair. Vchod do hrobky vede nízkou brankou po nerovných skalních schodech z ulice. Stejný vstup byl popsán a již v roce 1896. Hrobka je zahloubena do skály ve dvou podlažích. V prostoru pod schody jsou tři výklenky, prostřední největší vede ještě dolů k Lazarovu hrobu. Vchod byl původně zazděn, otevřen malým okénkem, kterým měl Kristus Lazara vyzvat: Lazare vstaň a choď.
- Římskokatolický kostel svatého Lazara – projekt chrámu na půdorysu řeckého kříže s nízkou kupolí v křížení vytvořil italský papežský architekt Antonio Barluzzi. Kostel byl postaven v letech 1952–1955 pod záštitou františkánského řádu, stojí na místě několika starších staveb asi 150 metrů východně od hrobky.[5] Na průčelí a v kapli je vyzdoben mozaikami. Samotná stavba středověkou archeologickou situaci nerespektuje, její vchod do Lazarovy hrobky je jen památníkem, nikoliv skutečným hrobem.
- Řecký ortodoxní kostel sv. Lazara – byl otevřen roku 1965 západně od hrobky.
- Dům Marty a Marie – nyní nejstarší stojící dům ve městě, kamenná stavba přes 2 000 let stará. Podle tradice byl nebo alespoň připomíná dům Marty a Marie, je také oblíbeným poutním místem křesťanů.
- Dům Šimona Malomocného – kamenná hranolová stavba, známá jako Lazarova věž, spravuje jej řecká pravoslavná církev.
- Klášter – benediktinský klášter Marie a Marty, známý také jako klášter křižácké princezny, zčásti odhalený archeologickým výzkumem z let 2011 –2018.
- Mešita – nová mešita, otevřená roku 2014, je druhá největší v oblasti širšího okolí Jeruzaléma. Stavbu financovala nadace šejka bin Zayeda Al Nahyana, prezidenta Spojených arabských emirátů.
- Římský hrad – probíhá zde archeologický výzkum
- Ostatní svatyně, chrámy a kláštery: celkem 10 mešit, 10 křesťanských chrámů při klášterech církví řeckokatolické, etiopské (habešské), sester misionářek Matky z Nigrizie, mnichů Kristových pašijí, sester kláštera Al Mahaba, kláštera Beit Faja, svatořehořského ortodoxního kláštera a kláštera Vzkříšení Ježíše Krista Al Maskubiyah.[6]